# 中土大陸飲食列表
中土大陸的大部分飲食都是地球上真實存在的食物。然而，在托尔金有關中土大陸的傳說故事集中，几个主要的食品和饮料都是虚构的，这些將在下面說明。

## 食物

### 克拉姆
在《哈比人》和《魔戒》中被提及，「克拉姆」（Cram）是長湖鎮和河谷鎮人類所製作的饼干，具有很豐富的营养。它被用作旅人在長途旅行上的食品，但並不像精靈乾糧蘭巴斯那麼地美味誘人；托尔金幽默地形容食用克拉姆「更多的是像一種咀嚼運動」，而不是愉快的吃飯。跟蘭巴斯一樣，克拉姆的原型很有可能是硬面饼，一種被用于在長途航海和軍事行動中作為主要食品的餅乾；這種麵包比麵粉、水和鹽都還要堅硬，只要保持乾燥就可以保存好幾個月。

### 小矮人根
小矮人根（Petty-dwarf roots）出現在有關圖林·圖倫拔其他版本的故事裡，如《未完成的故事》和《胡林的子女》。圖林和一批亡命之徒躲在小矮人密姆的家中，密姆為他们做饭。當小矮人根經過清洗和烘烤後，味道類似於肉和面包。矮人並没有透露它們是來自什么植物。

### 蜂蜜蛋糕
在《哈比人》和《魔戒》中被提及，是換皮人比翁一族製作的食品，可以保存很長一段時間，有關這些蛋糕的製作方法是比翁的獨門秘方。虽然很美味，但是會越吃越口渴。

### 蘭巴斯
在《魔戒》和《精靈寶鑽》中提及，是一種精靈製作的特殊麵包，為魔戒遠征隊前往魔多旅途中的乾糧。

## 飲料

### 樹人飲料
在《魔戒》（雙城奇謀）中被提及，是一種樹人常飲用的飲料。樹人飲料位於法貢森林裡樹鬍的住家——威靈廳，同時也是樹沐河的源頭，這些泉水具有特殊性质。梅里雅達克和皮瑞格林·圖克在喝了樹沐河的水及沐浴他们的脚後，他们感觉神清气爽，身上的伤口也愈合了。当树鬍把梅里和皮聘帶到自己家裡後，他從一個石甕中拿了一碗樹人飲料給他們喝，哈比人发现这跟他們從樹沐河喝到的水味道很類似，但更令人感到精神振奮。他们感受到飲料的力量在自己的四肢上飛奔，並感觉自己的头发都豎立起來、開始在生長。次日早晨，树鬍又给了哈比人一碗從不同的大甕裡取出的樹人飲料，这次喝起來的感覺更加充實、並具有飽足感。在喝完樹人飲料後，兩名哈比人實際上變得更高了，他们的确切身高並没有被记录下來，但他们的身高已超越了史上最高的哈比人班多布拉斯·圖克。
彼得·傑克森的電影《魔戒二部曲：雙城奇謀》中，由於喝了樹人飲料，皮聘變得比梅里還要高，這讓後者十分懊惱。在之後的一幕中，梅里再次發現自己比皮聘高，他便覺得「一切都恢复正常」了。

### 盧米活
在《魔戒》中被提及，盧米活是一種精靈的蜂蜜酒，它能夠給予饮用者活力。盧米活被精靈們在節日中使用，他们並沒有透露盧米活具體是用什麼做成的，但它被認為是來自雅凡娜花園裡的蜂蜜。在魔戒遠征隊從瑞文戴爾出發時，愛隆就送给了甘道夫一瓶盧米活。在值遇卡蘭拉斯山的暴风雪期間，甘道夫讓每个遠征隊員都喝了一小口盧米活，以讓他们冻结和疲累的四肢得以恢复。之後當他們停下來休息時，又喝了第二次；遠征隊在進入摩瑞亞礦坑後又喝了最後一次。在这時，宝贵的飲料已经快要用完了。
盧米活還在魔戒遠征隊離開羅瑞安時凱蘭崔爾所吟唱的詩歌中被提及：
Yéni ve lintë yuldar avánier mi oromardi lisse-miruvóreva Andúnë pella ...
（漫长的岁月如同甜蜜的蜂蜜酒（盧米活）般一飲而盡，在西方山巔高處的大廳上…）

### 半獸人的饮料
在《雙城奇謀》中，強獸人给了被俘虜的皮聘和梅里一種被稱為「Grog」的飲料；這種飲料讓他們在前往艾辛格途中保持著精力。托尔金写道，它在人體內的感覺是一種熱流，使梅里的痛苦減輕，讓他能够站立起來。虽然精神振奮，但並不充足。此外強獸人也從盒子裡掏出一些「黑糊糊的东西」，抹在梅里的臉上。
在彼得·傑克森的改編電影中，一个強獸人強行把這種飲料灌進梅里口中。

### Limpë
是一種精灵族的飲料，非常香，但並不像盧米活那樣具有療癒的能力。 这种饮料據说能夠讓一個人類變成精靈。艾瑞爾是歷史上唯一一個這樣做的人。

## 外部連結
- 中土大陸的飲食在TUCKBOROUGH（页面存档备份，存于）裡的資料